# Rómulo Gallegos
Rómulo Gallegos (Caracas, 2. kolovoza 1884. – Caracas, 4. travnja 1969.), venezuelanski romanopisac i političar.
Bio je liberal, narodni poslanik, ministar prosvjete, osnivač stranke "Accion Democratica", a 1948. godine predsjednik republike, no iste je godine svrgnut nakon državnog udara konzervativnih vojnih krugova te je emigrirao u Meksiko. 
Njegov roman "Dona Barbara", u kojem s mnogo kolorita slika život u venecuelanskim savanama, jedno je od najtipičnijih djela latinoameričke književnosti.

## Ostali romani
- "Penjačica",
- "Ubogi crnac",
- "Cantaclaro".